# Leningen voor aandelen
Het Leningen voor aandelen programma was een methode toegepast in Rusland om de overheid aan geld te helpen en tegelijkertijd een aantal bedrijven te privatiseren. Het plan werkte ten dele, het proces was gekenmerkt door verstrengeling van belangen waardoor de opbrengst voor de Russische overheid tegenviel. De oligarchen kregen grote aandelenbelangen in zeer aantrekkelijke bedrijven voor weinig geld en zo leverde het programma een aanzienlijke bijdrage op aan hun vermogen.

## Introductie
Na het uiteenvallen van de Sovjet-Unie werd in Rusland de privatisering van staatseigendommen ter hand genomen. Er zijn grofweg drie privatiseringsgolven te onderscheiden. De eerste golf was de verkoop van kleine bedrijven. Deze werden publiekelijk geveild en was alleen relevant voor mensen die enig vermogen hadden opgebouwd. De tweede golf was de voucherprivatisering van 1992-1994. Ieder Rus kreeg een coupon met een nominale waarde van 10.000 Russische roebel die ingeruild kon worden tegen aandelen in een bedrijf. Zo’n 15.000 bedrijven waren hierbij betrokken. De derde en laatste grote golf was het leningen voor aandelen programma in 1995 en 1996. De overheid leende geld en in ruil kregen de banken aandelen van bedrijven in onderpand. Mocht de overheid de leningen niet terugbetalen dan vervielen de aandelen aan de geldverstrekkers.

## Intenties
Vladimir Potanin was een van de bedenkers van het leningen voor aandelen-programma. De overheid had geld nodig en kon dit alleen lenen tegen zeer hoge rentetarieven. Potanin benaderde twee voormalige bankiers, Boris Jordan en Steven Jennings, en vroeg een alternatief plan. Zij stelden voor dat de overheid geld zou lenen met aandelen van bedrijven als onderpand. De overheid had al veel geprivatiseerd maar de meest interessante waren nog in overheidshanden, dit waren vooral energie- en mijnbouwbedrijven die hun producten op wereldmarkten konden afzetten. In hun plan zouden de banken de aandelen verkopen als de overheid in gebreke bleef. De banken kregen een deel van de opbrengst om de leningen terug te betalen plus een hoge commissie van 30% op de transactiewaarde als vergoeding voor hun diensten. Jordan en Jennings gingen overigens uit van een transparant proces waarbij ook buitenlandse banken en bedrijven konden meedoen.
Potanin nam het plan over, maar veranderde veel van de voorwaarden. Buitenlanders werden geweerd, de transparantie verdween en alleen de banken van een selecte groep van Russische oligarchen, met politieke connecties, kregen de mogelijkheid mee te doen. Op 30 maart 1995 presenteerde Potanin, met twee andere oligarchen Michail Chodorkovski en Alexander Smolenski, zijn voorstel aan de Russische regering. Hij bood, namens een bankenconsortium aan de overheid 9,1 miljard roebel te lenen (ca. US$ 1,8 miljard) in ruil voor een aandelenpakket in 44 bedrijven, waaronder Yukos en Norilsk Nickel. Ruslands privatiseringsdeskundige Anatoli Tsjoebajs steunde de plannen, hij zag het als een kans om van corrupte en inefficiënte bedrijfsleiders bij de staatsbedrijven af te komen wanneer de aandelen in private handen zouden komen. 
Tsjoebajs had wel het hele proces in twee stukken geknipt. In de eerste fase konden de banken inschrijven hoeveel geld en tegen welke rente ze wilden lenen aan de overheid voor een aandelenpakket. De bank met de meeste aantrekkelijke bieding kreeg de aandelen in onderpand. De tweede fase was gepland na de Russische presidentsverkiezingen 1996. Als de overheid de leningen niet voor eind september 1996 had terugbetaald, dan werden de aandelen voor een tweede keer geveild en zouden dan weer gaan naar de hoogste bieder. De bank kreeg zijn geleende geld terug en een deel van de meeropbrengst was bestemd voor de overheid. De redenen voor Tsjoebajs om het zo te regelen waren tweeledig. Ten eerste zouden de bedrijven onder beter management komen te staan, te resultaten zouden verbeteren waardoor de opbrengst van de tweede veiling hoger zou uitkomen. Ten tweede wilde hij de herverkiezing van Jeltsin garanderen. De communist Gennadi Zjoeganov stond er in de opiniepeilingen aanmerkelijk beter voor dan Jeltsin. Zjoeganov zou de privatisering kunnen blokkeren en de oligarchen waren dus gebaat bij de herverkiezing van Jeltsin. De tweede veilingen waren gepland in september 1996. Op 30 augustus 1995 tekende Jeltsin het decreet en het programma kon van start gaan.

## Uitwerking
Vanaf september 1995 werden de veilingen voor de eerste fase gehouden. Aanvankelijk wilde de overheid van 44 bedrijven de aandelen aanbieden, maar dit werden er 16 en op vier bedrijven kwam geen bod of werd het minimumbedrag niet gehaald. De veilingen werden gehouden tussen 3 november en 28 december 1995. De banken organiseerden de veilingen en mochten ook zelf meebieden, een duidelijke verstrengeling van belangen. De banken wonnen dan ook bijna alle veilingen die ze zelf organiseerden. Potanin pakte voor spotprijsje het mijnbouwbedrijf Norilsk Nickel, 's werelds grootste producent van palladium en nikkel. Hij was bereid US$ 170 miljoen te lenen, slechts US$ 100.000 meer dan het vastgestelde minimum, in ruil voor een aandelenpakket van 38% in Norilsk Nickel. Norilsk Nickel behaalde in 1995 een omzet van US$ 3,3 miljard en behaalde daarop een winst van US$ 1,2 miljard. Er waren vier biedingen, waarvan een van een buitenstaander. De buitenstaander bood US$ 355 miljoen, maar dit bod werd gediskwalificeerd. Verder namen hij, Chodorkovski van Menatep Bank, en Boris Berezovski de oliereuzen Sidanco, Yukos en Sibneft over. Op 3 november 1995 vond in Soergoet, in West-Siberië, de veiling plaats voor het belang van 40% in Soergoetneftegaz. Twee bieders waren aanwezig, een derde bieder was uitgesloten vanwege een administratief probleem. De lokale luchthaven was om onverklaarbare redenen gesloten op de veildag zodat andere biedingen werden verhinderd. De winnaar van de veiling was het pensioenfonds van Soergoetneftegaz.
In het eerste halfjaar van 1996 werkten de oligarchen nauw samen om de herverkiezing van Jeltsin veilig te stellen. Ze huurden Tsjoebajs in om de campagne te leiden. Verder stelden ze geld beschikbaar, maar ook zendtijd op de belangrijkste televisiekanalen die ook in handen waren van de oligarchen. Zjoeganov kreeg nauwelijks plaats op de televisie, tenzij het negatief nieuws was, en Jeltsin won de verkiezingen.
De oligarchen hadden de aandelen in onderpand, maar mochten wel hun rechten als aandeelhouder laten gelden. Corrupte en inefficiënte bestuurders werden vervangen, maar dit betekende niet dat de bedrijven betere resultaten lieten zien. De oligarchen roomden de winsten zelf af. Als de bedrijfsresultaten sterk zouden verbeteren dan zou de bedrijfswaarde in de tweede – en definitieve - veiling sterk oplopen. De oligarchen moesten dan meer betalen voor de aandelen en daar hadden ze geen belang bij.
Vanaf 1 september 1996 werden de tweede veilingen gehouden want de overheid had de leningen niet terugbetaald. Het veilingproces was net zo ondoorzichtig en corrupt als tijdens de eerste veiling, de banken die de leningen hadden verstrekt hadden het proces volledig in handen. Potanin had de overheid US$ 130 miljoen geleend voor 51% van de aandelen in Sidanco. In de tweede veiling kocht hij het aandelenpakket voor US$ 129,8 miljoen. Binnen een jaar verkocht hij vervolgens een aandelenbelang van 10% in Sidanco aan het Britse bedrijf BP voor US$ 571 miljoen. Verder kocht hij 38% van Norilsk Nickel voor US$ 250 miljoen. Berzovski had de overheid US$ 100,1 miljoen geleend voor 51% van de aandelen Sibneft en kocht deze aandelen in de tweede veiling voor US$ 110 miljoen.
In de tabel hieronder staan de resultaten van de twee veilingen. In de tweede kolom staat het aandelenbelang per bedrijf dat door de overheid is aangeboden. De bedrijven zijn in drie groepen verdeeld, onder het kopje "oligarchen" staan de bedrijven die door de oligarchen zijn verkregen. "Red directors" staat voor de zittende bestuurders van de onderneming. Voor Mechel is geen van beide van toepassing en staat daarom apart. 
| Bedrijf               | Aandelenbelang | 1e veiling - lening (×US$ miljoen) | 2e veiling - koop (×US$ miljoen) |
| --------------------- | -------------- | ---------------------------------- | -------------------------------- |
| Oligarchen:           |                |                                    |                                  |
| Yukos                 | 45%            | 159,0                              | 159,8                            |
| Sibneft               | 51%            | 100,1                              | 107,3                            |
| Sidanko               | 51%            | 130,0                              | 130,0                            |
| Norilsk Nickel        | 38%            | 170,1                              | 230,2                            |
| Novolipetsk Metal     | 14,8%          | 31,0                               | 31,0                             |
| Murmansk Shipping     | 49%            | 4,1                                | niet bekend (nb)                 |
| Northwest Shipping    | 25,5%          | 6,1                                | nb                               |
| Red directors:        |                |                                    |                                  |
| LUKoil                | 5%             | 35,0                               | 41,0                             |
| Soergoetneftegaz      | 40%            | 88,3                               | 88,3                             |
| Nafta Moskva          | 15%            | 20,0                               | nb                               |
| Novorossiysk Shipping | 45%            | 22,7                               | nb                               |
| Overig:               |                |                                    |                                  |
| Mechel                | 15%            | 13,3                               | nb                               |
| Totale opbrengst      |                | 779,7                              | 787,6                            |

## Naslagwerk
- David E. Hoffman, The oligarchs – wealth and power in the new Russia, Public Affairs, New York (2002) ISBN 1586480014